# فيليب باس
فيليب باس (بالفرنسية: Philippe Bas)‏
```
هو 
ممثل
 
فرنسي
، ولد في 
31 أكتوبر
 
1973
 في 
باريس
 في 
فرنسا
.
[
2
]
```

## وصلات خارجية
- الموقع الرسمي
- فيليب باس على موقع IMDb (الإنجليزية)
- فيليب باس على موقع ألو سيني (الفرنسية)
- فيليب باس على موقع أول موفي (الإنجليزية)
- فيليب باس على موقع قاعدة بيانات الفيلم (الإنجليزية)
- فيليب باس على موقع كينوبويسك (الروسية)